# Station Long Eaton
Long Eaton is een spoorwegstation van National Rail in Long Eaton, Erewash in Engeland. Het station is eigendom van Network Rail en wordt beheerd door East Midlands Railway. Het station is geopend in 1888.